# Taucha
Taucha är en liten stad i distriktet Nordsachsen i Sachsen, Tyskland, nordöst om Leipzig med cirka 15 800 invånare. Taucha ligger på slättlandet som omger staden Leipzig och genomflyts av en mindre flod.

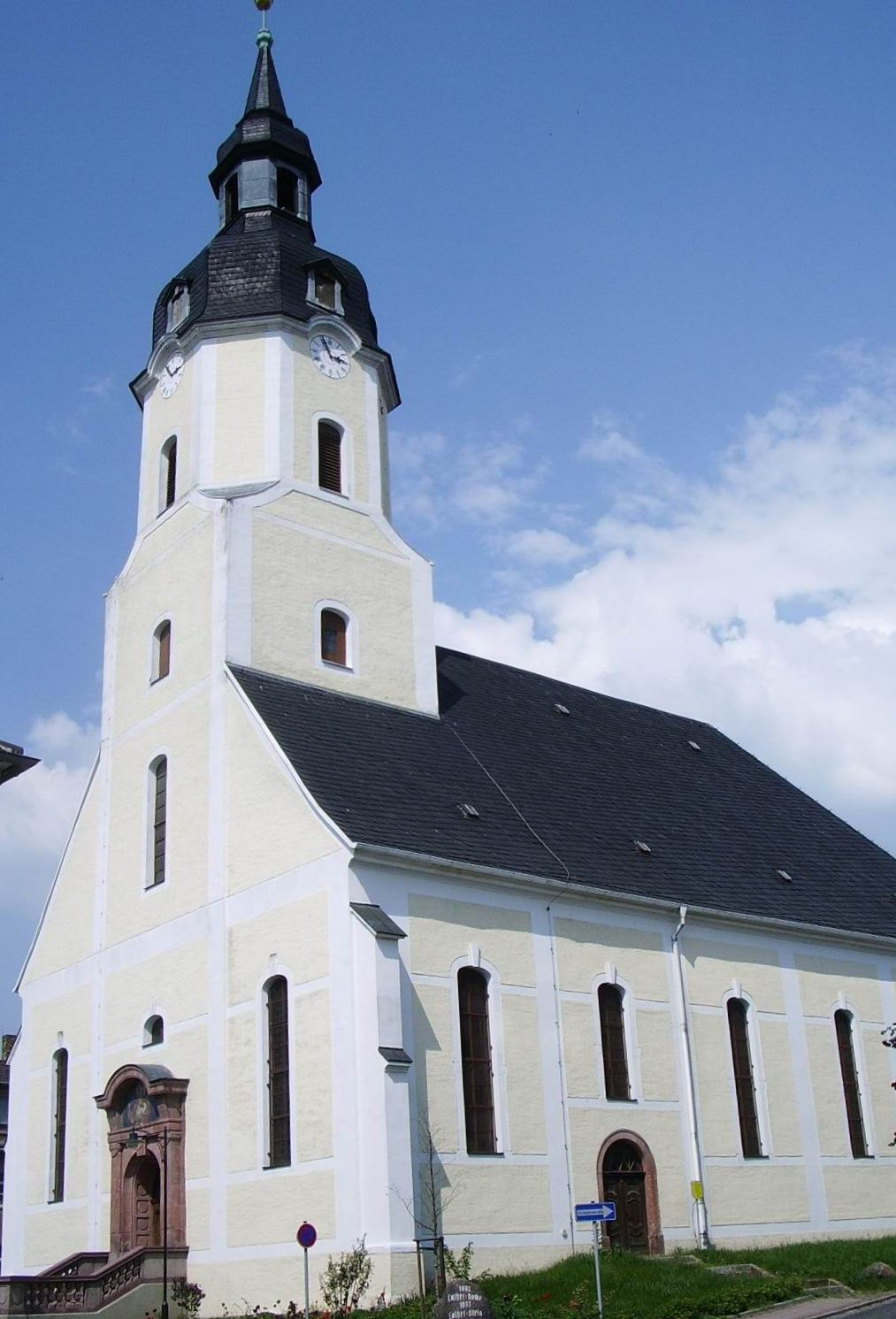
Stadskyrkan St. Moritz